# Stichopogon infuscatus
Stichopogon infuscatus är en tvåvingeart som beskrevs av Mario Bezzi 1910. Stichopogon infuscatus ingår i släktet Stichopogon och familjen rovflugor.
Artens utbredningsområde är Taiwan. Inga underarter finns listade i Catalogue of Life.